# 김광진 (1927년)
김광진(金光鎭, 1927년 5월 12일~1997년 2월 27일)은 조선민주주의인민공화국의 군인이자 정치인으로, 인민무력부 부부장, 조선노동당 중앙위원회 위원, 조선노동당 중앙군사위원회 위원, 조선민주주의 인민공화국 국방위원회 위원 등을 역임했다.